# Háje (Řenče)
Háje jsou malá vesnice, část obce Řenče v okrese Plzeň-jih v Plzeňském kraji. Nachází se asi tři kilometry severně od Řenče. Prochází zde silnice II/183. Háje leží v katastrálním území Háje u Vodokrt o rozloze 2,04 km².

## Historie
První písemná zmínka o vesnici pochází z roku 1359.

## Obyvatelstvo
| Rok            | 1869 | 1880 | 1890 | 1900 | 1910 | 1921 | 1930 | 1950 | 1961 | 1970 | 1980 | 1991 | 2001 | 2011 | 2021 |
| -------------- | ---- | ---- | ---- | ---- | ---- | ---- | ---- | ---- | ---- | ---- | ---- | ---- | ---- | ---- | ---- |
| Počet obyvatel | 166  | 140  | 119  | 143  | 144  | 138  | 138  | 91   | 101  | 89   | 79   | 73   | 63   | 79   | 97   |
| Počet domů     | 28   | 29   | 29   | 29   | 27   | 27   | 27   | 29   | 29   | 25   | 25   | 29   | 30   | 30   | 34   |

## Obecní správa
Při sčítání lidu v letech 1850–1959 Háje byly samostatnou obcí v okrese Přeštice. V letech 1960–1979 byly částí obce Vodokrty v okrese Plzeň-jih. Od 1. ledna 1980 jsou částí obce Řenče v okrese Plzeň-jih.